# Der König in Gelb

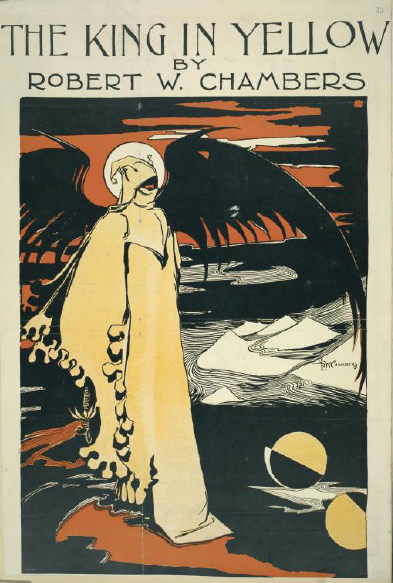
The King in Yellow mit Titelbild von Chambers

Der König in Gelb (englischer Originaltitel: The King in Yellow) ist eine 1895 erschienene Sammlung von Kurzgeschichten des amerikanischen Autors Robert W. Chambers. Inhaltlich lassen sich die Geschichten als frühe Horrorliteratur einordnen. Die ersten vier Kurzgeschichten beinhalten ein Theaterstück mit demselben Namen.

## Inhalt
Der erstmals in Neely’s Prismatic Library, einer Reihe mit Romanen und Kurzgeschichtensammlungen eher unbekannter Autoren, erschienene Band enthält zehn Erzählungen Chambers’.
Von diesen sind die ersten vier durch drei darin immer wieder auftauchende Elemente lose miteinander verbunden:
- Der König in Gelb – ein Theaterstück in zwei Akten
- Der König in Gelb – eine mysteriöse, übelwollende und übernatürliche Wesenheit
- Das Gelbe Zeichen – ein furchterregendes Symbol

Die ersten vier Kurzgeschichten sind makaber in Bezug auf Sprache, Charaktere und Aufbau. Die erste Kurzgeschichte The Repairer of Reputations spielt in einem fiktionalen Zukunftsamerika der 1920er Jahre. Die fünfte und sechste Geschichte, The Demoiselle d'Ys und The Prophet's Paradise, sind eher romantische Erzählungen, während die letzten vier Geschichten aus Chambers’ erstem, 1894 erschienenen Erzählband In the Quarter übernommen wurden.

### Liste der Kurzgeschichten
| Originaltitel                        | Übersetzung                        |
| ------------------------------------ | ---------------------------------- |
| The Repairer of Reputations          | Der Wiederhersteller der Ehre      |
| The Mask                             | Die Maske                          |
| In the Court of the Dragon           | Im Hof des Drachen                 |
| The Yellow Sign                      | Das Gelbe Zeichen                  |
| The Demoiselle d'Ys                  | Das Fräulein von Ys                |
| The Prophet's Paradise               | Das Paradies des Propheten         |
| The Street of the Four Winds         | Die Straße der vier Winde          |
| The Street of the First Shell        | Die Straße der ersten Hülle        |
| The Street of Our Lady of the Fields | Die Straße unserer Dame der Felder |
| Rue Barrée                           | Straße Barrée                      |

## Das Theaterstück »Der König in Gelb«
Das fiktionale Theaterstück Der König in Gelb ist Bestandteil der ersten vier Kurzgeschichten der Sammlung. Es besteht aus zwei Akten und drei Charakteren: Cassilda, Camilla und dem König in Gelb. In Chambers Kurzgeschichtensammlung finden sich Ausschnitte aus diesem Stück.

### Cassilda's Song
| Cassilda's Song Act I, Scene 2                                                                                               | Cassilda's Lied Erster Akt, Szene 2 |
| --- | --- |
| Along the shore the cloud waves break, The twin suns sink beneath the lake, The shadows lengthen In Carcosa.                 | Entlang der Küste brechen sich die Wolkenwellen, Die Zwillingssonnen versinken unter dem See, Die Schatten werden länger In Carcosa.                                 |
| Strange is the night where black stars rise, And strange moons circle through the skies, But stranger still is Lost Carcosa. | Absonderlich ist die Nacht, in der schwarze Sterne aufgehen, Und fremdartige Monde kreisen durch die Himmel, Doch fremdartiger ist noch immer Das verlorene Carcosa. |
| Songs that the Hyades shall sing, Where flap the tatters of the King, Must die unheard in Dim Carcosa.                       | Lieder, welche die Hyaden dort singen sollen, Wo die Fetzen des Königs flattern, Müssen ungehört sterben im Düsteren Carcosa.                                        |
| Song of my soul, my voice is dead; Die thou, unsung, as tears unshed Shall dry and die in Lost Carcosa.                      | Lied meiner Seele, meine Stimme ist tot; Stirb du, unbesungen, gleich ungeweinten Tränen die Trocknen und sterben sollen im Verlorenen Carcosa.                      |

### The Mask
Die Kurzgeschichte The Mask wird mit einem Ausschnitt aus dem Theaterstück Der König in Gelb eingeführt.
| Act I, Scene 2d | Erster Akt, Szene 2d |
| --- | --- |
| Camilla: You, sir, should unmask. Stranger: Indeed? Cassilda: Indeed, it's time. We have all laid aside disguise but you. Stranger: I wear no mask. Camilla: (Terrified, aside to Cassilda.) No mask? No mask! | Camilla: Sie, Sir, sollten sich demaskieren. Fremder: In der Tat? Cassilda: In der Tat, es ist Zeit. Wir haben alle unsere Verkleidung abgelegt, außer Ihr. Fremder: Ich trage keine Maske. Camilla: (Erschrocken, neben Cassilda.) Keine Maske? Keine Maske! |

### Erster und zweiter Akt
Alle Auszüge aus dem Theaterstück stammen aus dem ersten Akt. Die Geschichten beschreiben den ersten Akt als gewöhnlich, der zweite Akt jedoch lässt den Leser durch die aufgedeckte Wahrheit wahnsinnig werden. Das alleinige Sehen der ersten Seite des zweiten Aktes reicht aus, um den Leser zu locken: »Hätte ich nicht einen Blick auf die Eröffnungsworte des zweiten Aktes erhascht, hätte ich es nie beendet [...].« [Aus: The Repairer of Reputations.] (Originaltext: »If I had not caught a glimpse of the opening words in the second act I should never have finished it [...].«)
Chambers gibt nur vereinzelte Andeutungen über den Inhalt des gesamten Stückes.
Ein Beispiel für eine solche Andeutung findet sich in einem Ausschnitt aus der Kurzgeschichte The Repairer of Reputations.
| Originaltext | Übersetzung |
| --- | --- |
| He mentioned the establishment of the Dynasty in Carcosa, the lakes which connected Hastur, Aldebaran and the mystery of the Hyades. He spoke of Cassilda and Camilla, and sounded the cloudy depths of Demhe, and the Lake of Hali. "The scolloped tatters of the King in Yellow must hide Yhtill forever," he muttered, but I do not believe Vance heard him. Then by degrees he led Vance along the ramifications of the Imperial family, to Uoht and Thale, from Naotalba and Phantom of Truth, to Aldones, and then tossing aside his manuscript and notes, he began the wonderful story of the Last King. | Er erwähnte die Gründung der Dynastie in Carcosa, die Seen, welche Hastur, Aldebaran und das Mysterium der Hyaden verbanden. Er sprach von Cassilda und Camilla und ließ die trüben Tiefen von Demhe und den See von Hali erklingen. »Die löchrigen Lumpen des Königs in Gelb müssen Yhtill für immer verdecken«, murmelte er, aber ich glaube nicht, dass Vance ihn hörte. Dann, allmählich, führte er Vance in die Beziehungen der Herrscherfamilie ein, zu Uoht und Thale, von Naotalba und dem Phantom der Wahrheit zu Aldones, und dann, seine Manuskripte und Notizen beiseitelegend, begann er die wundervolle Geschichte vom Letzten König. |

Ein ähnlicher Ausschnitt erscheint auch in der Kurzgeschichte The Yellow Sign, in welcher zwei der Protagonisten das Stück Der König in Gelb gelesen haben.
| Originaltext | Übersetzung |
| --- | --- |
| Night fell and the hours dragged on, but still we murmured to each other of the King and the Pallid Mask, and midnight sounded from the misty spires in the fog-wrapped city. We spoke of Hastur and of Cassilda, while outside the fog rolled against the blank window-panes as the cloud waves roll and break on the shores of Hali. | Die Nacht brach herein und die Stunden zogen sich dahin, doch noch immer murmelten wir untereinander vom König und der Blassen Maske, und Mitternacht erklang von den verschleierten Turmspitzen in der nebelumhangenen Stadt. Wir sprachen von Hastur und von Cassilda, während draußen der Nebel gegen die blanken Fensterscheiben wallte, so wie die Gischtwellen an den Küsten von Hali brodeln und brechen. |

## Einflüsse
Chambers hat sich die Namen Carcosa, Hastur und Hali von Ambrose Bierce geliehen, speziell von Bierces Kurzgeschichten Ein Einwohner von Carcosa (Originaltext: An Inhabitant of Carcosa) und Haita der Schafhirte (Originaltext: Haita the Shepherd). Es gibt jedoch keine weiteren Beweise dafür, dass Chambers über die Verwendung der Namen hinaus von Bierces Werken inspiriert wurde. Ein Beispiel dafür ist Hastur. In Bierces Werk Haita der Schafhirte stellt Hastur den Gott der Schafhirten dar. Chambers erwähnt Hastur jedoch lediglich als einen Ortsnamen in The Repairer of Reputations und als Namen eines der Jagdbegleiter der Dame in The Demoiselle d'Ys.
Horrorautor H. P. Lovecraft verwendet das Motiv einer übernatürlichen Wesenheit, wie sie der König in Gelb darstellt, in vielen seiner Werke – und setzt ans Ende seines Essays Geschichte und Chronologie des Necronomicons folgende Hommage à Chambers: »Aus den Gerüchten über dieses Buch [das Necronomicon] soll Robert W. Chambers den Einfall zu seinem frühen Roman The King in Yellow bezogen haben.«
In Staffel 1 der HBO-Serie True Detective werden der König in Gelb und Carcosa als wiederkehrendes Motiv verwendet. Chambers Geschichten haben allgemein einen großen Einfluss auf die Serie. Dies bestätigte der Schöpfer, Nic Pizzolatto, gegenüber dem Wall Street Journal.
In dem Begleitbuch The World of Ice & Fire: the Untold History of Westeros and the Game of Thrones zu der Buchserie Das Lied von Eis und Feuer von George R. R. Martin wird als Hommage an die Werke von Ambrose Bierce, Robert W. Chambers und H. P. Lovecraft der Hexerkönig von Carcosa erwähnt, der als 69. Gelber Imperator Anspruch auf die Herrschaft über das fernöstliche Reich Yi Ti stellt.
In den Inquisitor-Trilogien von Dan Abnett, welche im Warhammer 40k-Universum stattfinden, existiert die Figur des Königs in Gelb als enigmatische Entität, die jenseits des Normalraumes und des Warp existiert, eine gigantische Streitmacht besitzen soll und auf der Suche nach dem wahren Namen des Imperators ist – was eine große Gefahr für das Imperium darstellt. Drei untereinander verfeindete Inquisitoren versuchen den König in Gelb aufzuhalten und würden für dessen Tod sogar die Vernichtung ganzer Planeten in Kauf nehmen.

## Ausgaben
- Erstausgabe: The King in Yellow. F. Tennyson Neely (Neely's Prismatic Library), New York 1895, Digitalisat.
- Moderne Ausgabe: The King in Yellow. Falcon Press, 2014, ISBN 978-1-4961-4985-5. Die Anordnung der Erzählungen weicht von der Originalausgabe ab.
- Englisches E-Book: The King in Yellow. HarperPerennial Classics, 2014, ISBN 978-1-4434-3701-1.
- Deutsche Übersetzung: Der gelbe Tod : Phantastische Geschichten. Übersetzt von Waltraud Götting. Bastei Lübbe TB #72016, Bergisch Gladbach 1982, ISBN 3-404-72016-4. Enthält die ersten sieben Erzählungen der Originalausgabe:
  - Der Wiederhersteller des guten Rufes (The Repairer of Reputations, 1895)
  - Die Maske (The Mask, 1895)
  - Am Hofe des Drachen (In the Court of the Dragon, 1895)
  - Das Gelbe Zeichen (The Yellow Sign, 1895)
  - Das Fräulein von Ys (The Demoiselle d'Ys, 1895)
  - Das Paradies der Propheten (The Prophets' Paradise, 1895)
  - Die Straße der Vier Winde (The Street of the Four Winds, 1895)
- Neue Übersetzung: Der König in Gelb. Phantastische Erzählungen und Gedichte. Übersetzt von Andreas Diesel. Mit einem Nachwort von Michael Nagula und einer Bibliografie. Festa, Almersbach 2002, ISBN 3-935822-39-1. Enthält neben den ersten sieben Erzählungen der Originalausgabe (Titel entsprechen denen der Bastei-Ausgabe bis auf The Demoiselle d'Ys, hier als Die Jungfer d'Ys) sieben Erzählungen aus The Mystery of Choice:
  - Das Mysterium der Vorlieben (The Mystery of Choice, 1897)
  - Der Purpurkaiser (The Purple Emperor, 1897)
  - Pompe Funèbre – Totenfeier (Pompe Funèbre, 1897)
  - Der Bote (The Messenger, 1897)
  - Der Weiße Schatten (The White Shadow, 1897)
  - Passeur – Fährmann (Passeur, 1897)
  - Der Weg des Kummers (The Key to Grief, 1897)
- Deutsches Taschenbuch: Der König in Gelb.	Festa, Almersbach 2014, ISBN 978-3-86552-332-7. Enthält die sieben Erzählungen der gebundenen Ausgabe aus The King in Yellow.
- Deutsches E-Book: Der König in Gelb. Festa, Almersbach 2014, ISBN 978-3-86552-333-4. Entspricht der Taschenbuchausgabe.